# Pernajanlahtien ja Pernajan saariston merensuojelualue
Pernajanlahtien ja Pernajan saariston merensuojelualue este o arie protejată (arie specială de conservare — SAC, sit de importanță comunitară — SCI, arie de protecție specială avifaunistică — SPA) din Finlanda întinsă pe o suprafață de 65.816 ha, integral pe uscat.

## Localizare
Centrul sitului Pernajanlahtien ja Pernajan saariston merensuojelualue este situat la coordonatele 60°16′24″N 26°10′40″E / 60.2733°N 26.1778°E.

## Înființare
Situl Pernajanlahtien ja Pernajan saariston merensuojelualue a fost declarat sit de importanță comunitară în august 1998 pentru a proteja 42 de specii de animale. Alte tipuri de protecție:
- arie de protecție specială avifaunistică (în august 1998)[2]
- arie specială de conservare (în aprilie 2015)[1][3][4]

## Biodiversitate
Situată în ecoregiunea boreală, aria protejată conține 23 de habitate naturale: Păduri caducifoliate de mlaștină fino-scandinave, Mlaștini împădurite, Vegetație anuală la limita mareei, Vegetație perenă pe țărmurile stâncoase, Insulițe și insule mici din Baltica boreală, Liziere de ierburi înalte hidrofile de câmpie și de nivel montan până la alpin, Bancuri de nisip acoperite în permanență slab de apă marină, Estuare, Lagune de coastă, Golfuri mici largi și golfuri puțin adânci, Recifuri, Faleze cu vegetație de pe coastele atlantice și baltice, Insule esker baltice, cu vegetație a plajelor nisipoase, stâncoase și cu galeți, precum și cu vegetație sublitorală, Pășuni de coastă din Baltica boreală, Litoraluri nisipoase din Baltica boreală cu vegetație perenă, Golfuri mici înguste din Baltica boreală, Pajiști fino-scandinave uscate până la mezice, bogate în specii de altitudine mică, Mlaștini turboase de tranziție și turbării mișcătoare, Izvoare fino-scandinave și mlaștini produse de izvoare bogate în minerale, Pante stâncoase silicioase cu vegetație casmofită, Taiga vestică, Păduri caducifoliate bătrâne naturale hemiboreale fino-scandinave (Quercus, Tilia, Acer, Fraxinus sau Ulmus) bogate în specii epifite, Păduri fino-scandinave bogate în ierburi cu Picea abies.
La baza desemnării sitului se află mai multe specii protejate:
- păsări (39): lăcar mare (Acrocephalus arundinaceus), alca (Alca torda), rață sulițar (Anas acuta), gâscă de semănătură (Anser fabalis), pietruș (Arenaria interpres), Aythya marila, cocoșul de mesteacăn (Bonasa bonasia), buhai de baltă (Botaurus stellaris), buha (Bubo bubo), bătăuș (Calidris pugnax), caprimulg (Caprimulgus europaeus), Cepphus grylle, erete de stuf (Circus aeruginosus), cristeiul de câmp (Crex crex), Cygnus columbianus bewickii, lebădă de iarnă (Cygnus cygnus), ciocănitoare neagră (Dryocopus martius), șoimul rândunelelor (Falco subbuteo), vânturel roșu (Falco tinnunculus), Gallinago media, cocor (Grus grus), Hydrocoloeus minutus, pescăriță mare (Hydroprogne caspia), sfrâncioc roșiatic (Lanius collurio), Larus fuscus fuscus, rață pestriță (Mareca strepera), rață catifelată (Melanitta fusca), Mergellus albellus, viespar (Pernis apivorus), cresteț pestriț (Porzana porzana), eider (Somateria mollissima), Spatula clypeata, rață cârâitoare (Spatula querquedula), chiră de baltă (Sterna hirundo), Sterna paradisaea, silvie porumbacă (Sylvia nisoria), fluierar de mlaștină (Tringa glareola), fluierarul cu picioare roșii (Tringa totanus), Uria aalge
- mamifere (2): Halichoerus grypus, Pusa hispida botnica
- nevertebrate (1): libelule (Leucorrhinia pectoralis)

Pe lângă speciile protejate, pe teritoriul sitului au mai fost identificate 3 specii de plante, 6 specii de nevertebrate, 3 specii de pești.